# Aristolochia clementis
Aristolochia clementis är en piprankeväxtart som beskrevs av Brother Alain. Aristolochia clementis ingår i släktet piprankor, och familjen piprankeväxter. Inga underarter finns listade i Catalogue of Life.